# Centraal Medisch Centrum
CMC (ook bekend als CMC: Centraal Medisch Centrum of Centraal Medisch Centrum) is een Nederlandse dramaserie op televisie die zich afspeelt in een ziekenhuis. De serie is grotendeels opgenomen in het Dokter Jansencentrum in Emmeloord. Producent Talpa heeft speciaal daarvoor een hele verdieping in het ziekenhuis afgehuurd. De serie toont enige gelijkenissen met de succesvolle serie Medisch Centrum West uit de jaren 80 en 90.

## Ontwikkeling
De verhalen van CMC zijn gebaseerd op realistische medische thema's en ethische dilemma's en worden opgehangen rond romances en intriges tussen de dokters en verpleegkundigen. In de serie staan ook patiënten centraal die lijden aan ziekten waarvoor een ziekenhuisopname nodig is. De realistische medische thema’s worden ondersteund door zeven gezondheidsfondsen; de Nierstichting, Alzheimer Nederland, de Hartstichting, het Fonds Psychische Gezondheid, de Hoorstichting, het Longfonds en de Maag Lever Darm Stichting. In de serie wordt dit doorvertaald middels verschillende medische cases.
Alle acteurs hebben speciaal voor hun rollen meerdere keren meegelopen in de praktijk met een arts met dezelfde functie als hun karakters.

## Verhaal

### Seizoen 1
Centraal Medisch Centrum speelt zich af in het noodlijdende Centraal Medisch Centrum. De serie begint met de eerste dag van Cleo de Waard als nieuwe ziekenhuisdirectrice. Zij moet het ziekenhuis weer winstgevend maken. Philippe Meertens is lid van de Raad van Bestuur en verwelkomt Cleo de Waard als nieuwe directrice van het ziekenhuis. Philippe doet zich voor als een keurige man die zich aan de regels houdt. Echter heeft Cleo het niet door dat Philippe een dubbelspel speelt. Hij sleept haar hierin mee om geld weg te sluizen. Hier komt zij pas achter in de laatste aflevering van het eerste seizoen.
Cleo's vader Berend de Waard komt in het ziekenhuis terecht wegens zijn alcoholprobleem. Cleo en Berend hebben elkaar jaren niet gesproken. Cleo wil haar vader helpen om van zijn probleem af te komen en neemt hem in huis. De band tussen hen wordt steeds beter en ze leren elkaar hierdoor beter kennen. Plotseling krijgt Berend een terugval en grijpt weer naar de fles. Hij denkt hiermee Cleo te hebben gekwetst en verdwijnt uit haar leven. Weken heeft Berend niks meer van zich laten horen en is ineens spoorloos verdwenen.

### Seizoen 2
In het tweede seizoen van de serie is Cleo juist degene die een dubbelspel speelt. Ze heeft ondertussen de politie ingelicht over de duistere zaken van Philippe Meertens. Philippe spreekt met Jaap Schot over de vorderingen. Cleo bedenkt een smoes om Schot te ontmoeten. Tijdens de ontmoeting loopt het uit de hand waardoor Cleo bekent dat ze voor de politie werkt. Schot weet te ontkomen en Philippe wordt gearresteerd. Cleo krijgt een shock te verwerken als ze hoort dat haar vader is overleden. 
Aan het einde van het seizoen wordt Cleo aangevallen door een verwarde patiënt met een mes. Deze patiënt is verward geraakt door zijn verleden. Door het steekincident komt Cleo zwaargewond op de spoedeisende hulp te liggen. Luuk krijgt slecht en goed nieuws te horen. Hij blijkt vader te worden en de baby lijkt in orde te zijn. Cleo haar toestand ziet er slechter uit.

## Seizoensoverzicht
Voordat het tweede seizoen in januari 2018 op televisie verscheen was het op 17 december 2017 al in zijn geheel te zien op Videoland.
| Seizoen | Uitzendtijden        | Aantal afleveringen | Start seizoen   | Start seizoen | Einde seizoen   | Einde seizoen | Gemiddelde kijkcijfers |
| Seizoen | Uitzendtijden        | Aantal afleveringen | Datum           | Kijkcijfers   | Datum           | Kijkcijfers   | Gemiddelde kijkcijfers |
| ------- | -------------------- | ------------------- | --------------- | ------------- | --------------- | ------------- | ---------------------- |
| 1       | Zondag 21:30 – 22:30 | 10                  | 2 oktober 2016  | 1.539.000     | 4 december 2016 | 950.000       | 1.014.300              |
| 2       | Zondag 22:00 – 23:00 | 10                  | 21 januari 2018 | 708.000       | 25 maart 2018   | 605.000       | 624.600                |

## Afleveringen
Het eerste seizoen van CMC telde 10 afleveringen en werd op 2 oktober 2016 wekelijks uitgezonden door RTL 4. De serie werd ook wekelijks uitgezonden op Videoland. Het tweede seizoen telde ook 10 afleveringen en werd op 17 december 2017 uitgezonden op Videoland. Vanaf 21 januari 2018 werd de serie wekelijks op RTL 4 uitgezonden.

## Personages
De grootste rol in de serie is weggelegd voor Ricky Koole, zij speelt de rol van Cleo de Waard. Zowel in het eerste als het tweede seizoen zijn er een aantal terugkerende gastrollen weggelegd. Deze acteurs zijn in meerdere afleveringen te zien. Enkele verhaallijnen worden vervolgd in meerdere afleveringen. Ook enkele privésituaties zijn er te zien.
 = Hoofdrol
 = Terugkerende gastrol
| Acteur                       | Personage                     | Aantal afleveringen | Aantal afleveringen | Aantal afleveringen |
| Acteur                       | Personage                     | S1                  | S2                  | Totaal              |
| ---------------------------- | ----------------------------- | ------------------- | ------------------- | ------------------- |
| Ricky Koole                  | Cleo de Waard                 | 10                  | 10                  | 20                  |
| Bram van der Heijden         | Luuk Visser                   | 10                  | 10                  | 20                  |
| Victoria Koblenko            | Lis van der Laan              | 10                  | 10                  | 20                  |
| Vincent Croiset              | Jacob Weijermans              | 10                  | 10                  | 20                  |
| Toprak Yalçiner              | Dilem Yildiz                  | 10                  | 10                  | 20                  |
| Susan Visser                 | Mia Verhulst                  | 9                   | 10                  | 19                  |
| Kevin Hassing                | Sebastiaan de Moor            | 9                   | 10                  | 19                  |
| Lieke van Lexmond            | Noor Daamen                   | 10                  | 8                   | 18                  |
| Victor Löw                   | Max van Montfoort             | 8                   | 9                   | 17                  |
| Robbert van den Bergh        | Joost van Veen/Alex Lammers   | 7                   | 10                  | 17                  |
| Renée Soutendijk             | Emily Zomer                   | 8                   | 8                   | 16                  |
| Joy Wielkens                 | Tara Kuipers                  | 10                  | 6                   | 16                  |
| Hans Kesting                 | Philippe Meertens             | 8                   | 7                   | 15                  |
| Linde van den Heuvel         | Willemijn Scheffer            | 9                   | 5                   | 14                  |
| Manoushka Zeegelaar-Breeveld | Chris Barends                 | 7                   | 5                   | 12                  |
| Marius Mensink               | Boris Claessens/Boris Drijver | 2                   | 8                   | 10                  |
| Robert de Hoog               | Ivo Segers                    | 9                   |                     | 9                   |